# Chein-Dessus
Chein-Dessus település Franciaországban, Haute-Garonne megyében. Lakosainak száma 207 fő (2022. január 1.). Chein-Dessus Arbas, Aspet, Estadens, Herran, Milhas és Montastruc-de-Salies községekkel határos.

## Népesség
A település népességének változása:
| Lakosok száma | 239  | 209  | 200  | 191  | 193  | 187  | 182  | 177  | 187  | 207  |
|               | 1968 | 1982 | 1990 | 2006 | 2013 | 2015 | 2017 | 2019 | 2020 | 2022 |